# جانی دی گرگوریو
جانی دی گرگوریو (ایتالیایی: Gianni Di Gregorio؛ زادهٔ ۱۹ فوریه ۱۹۴۹) بازیگر، فیلم‌نامه‌نویس، و کارگردان فیلم اهل ایتالیا است.
از فیلم‌ها یا مجموعه‌های تلویزیونی که وی در آن‌ها نقش داشته است، می‌توان به گومورا و نهار نیمه اوت اشاره نمود.